# Zeltornis
Zeltornis is een geslacht van uitgestorven reigers uit het Neogeen. Hij werd vernoemd naar de berg Zelten in Libië, waar het werd gevonden. Van dit geslacht is een soort beschreven: Zeltornis ginsburgi.

## Bouw
Zeltornis had vermoedelijk sterke gelijkenissen met de moderne nachtreigers maar er is geen verband omdat de nachtreigers al in het Oligoceen bestonden. Met een lengte van ongeveer 2 meter, spanwijdte van 2,5 meter en gewicht 15 kilogram was hij wel groter.
Het enige bekende fossiel is een stukje van het ravenbeksbeen dat typisch is voor reigers waardoor hij gedetermineerd kon worden.

## Voorkomen
Hij kwam voor in een voormalig mangrovegebied.